# Vetenskapsåret 1912

## Händelser
- 7 mars - Roald Amundsen upptäcker sydpolen.
- 23 juli - Horace Donisthorpe upptäcker släktet anergates av ettermyror i New Forest, England.
- Peter Debye härleder en kubisk lag för värmekapaciteten hos icke-metalliska fasta ämnen vid låg temperatur.
- Alfred Wegener framkastar teorin om kontinentaldriften.
- Victor Hess upptäcker att joniseringen av luften ökar med höjden över havet, ett tecken på kosmisk strålning.
- Max von Laue menar att röntgenstrålar kan brytas i kristallgitter.
- Walter Friedrich och Paul Knipping lyckas bryta röntgenstrålar i zinkblände.
- Harry Brearley uppfinner rostfritt stål.

### Kemi
- Okänt datum -  Kazimierz Funk identifierar vitaminkonceptet. [1]

## Pristagare
- Copleymedaljen: Felix Klein
- Darwinmedaljen: Francis Darwin
- Murchisonmedaljen: Louis Dollo
- Nobelpriset: [2]
  - Fysik: Gustaf Dalén
  - Kemi: Victor Grignard, Paul Sabatier
  - Fysiologi/Medicin: Alexis Carrel
- Wollastonmedaljen: Lazarus Fletcher [3]

## Födda
- 23 mars - Wernher von Braun (död 1977), fysiker och ingenjör.
- 19 april - Glenn T. Seaborg (död 1999), kemist, Nobelpristagare i kemi.
- 30 maj - Julius Axelrod (död 2004), biokemist, Nobelpristagare i medicin.
- 7 september - David Packard (död 1996), ingenjör.

## Avlidna
- 10 februari - Joseph Lister (född 1827), brittisk uppfinnare av antiseptika.
- 12 februari - Osborne Reynolds (född 1842), fysiker.
- 11 mars - Pjotr Semjonov-Tian-Sjanskij (född 1827), rysk geograf.
- 29 mars - Robert Falcon Scott (född 1868), upptäcktsresande.
- 17 juli - Henri Poincaré (född 1854),  fransk matematiker.
- 7 augusti - François-Alphonse Forel (född 1841), banbrytande utforskare av sjöar.

### Fotnoter
1. ↑   Just The Facts-Inventions & Discoveries. School Specialty Publishing. 2005
2. ↑  ”Nobelpriset”. http://nobelprize.org/nobel_prizes/lists/all/index.html. Läst 10 april 2011.
3. ↑  ”Geological Society”. Arkiverad från originalet den 5 juni 2011. https://web.archive.org/web/20110605102217/http://www.geolsoc.org.uk/gsl/society/history/page750.html. Läst 13 april 2011.